# العلاقات العمانية الماليزية
العلاقات العمانية الماليزية هي العلاقات الثنائية التي تجمع بين سلطنة عمان وماليزيا.

## مقارنة بين البلدين
هذه مقارنة عامة ومرجعية للدولتين:
| وجه المقارنة                                              | سلطنة عمان    | ماليزيا       |
| --------------------------------------------------------- | ------------- | ------------- |
| المساحة (كم2)                                             | 309.50 ألف    | 330.29 ألف    |
| عدد السكان (نسمة)                                         | 4.64 مليون    | 31.62 مليون   |
| الكثافة السكانية (ن./كم²)                                 | 14.99         | 95.73         |
| العاصمة                                                   | مسقط          | كوالالمبور    |
| اللغة الرسمية                                             | اللغة العربية | لغة ماليزية   |
| العملة                                                    | ريال عماني    | رينغيت ماليزي |
| الناتج المحلي الإجمالي (بليون دولار)                      | 72.64 مليار   | 314.50 مليار  |
| الناتج المحلي الإجمالي (تعادل القوة الشرائية) بليون دولار | 179.49 مليار  | 817.43 مليار  |
| الناتج المحلي الإجمالي الاسمي للفرد دولار أمريكي          | 15.55 ألف     | 9.77 ألف      |
| الناتج المحلي الإجمالي للفرد دولار أمريكي                 | 38.63 ألف     | 25.64 ألف     |
| مؤشر التنمية البشرية                                      | 0.793         | 0.779         |
| رمز المكالمات الدولي                                      | +968          | +60           |
| رمز الإنترنت                                              | عمان          | .my           |
| المنطقة الزمنية                                           | ت ع م+04:00   | ت ع م+08:00   |

## منظمات دولية مشتركة
يشترك البلدان في عضوية مجموعة من المنظمات الدولية، منها:
| علم المنظمة | اسم المنظمة                               | تاريخ انضمام سلطنة عمان | تاريخ انضمام ماليزيا |
| ----------- | ----------------------------------------- | ----------------------- | -------------------- |
|             | مؤسسة التنمية الدولية                     | 1973                    | 24 سبتمبر 1960       |
|             | يونسكو                                    | 10 فبراير 1972          | 16 يونيو 1958        |
|             | وكالة ضمان الاستثمار متعدد الأطراف        | 1989                    | 6 ديسمبر 1991        |
|             | الأمم المتحدة                             | 7 أكتوبر 1971           | 17 سبتمبر 1957       |
|             | الفريق المعني برصد الأرض                  | ?                       | ?                    |
|             | الاتحاد البريدي العالمي                   | ?                       | ?                    |
|             | البنك الدولي للإنشاء والتعمير             | 1971                    | 7 مارس 1958          |
|             | المنظمة الهيدروغرافية الدولية             | ?                       | ?                    |
|             | منظمة التعاون الإسلامي                    | 1970                    | ?                    |
|             | منظمة حظر الأسلحة الكيميائية              | ?                       | ?                    |
|             | الاتحاد الدولي للاتصالات                  | 28 أبريل 1972           | 3 فبراير 1958        |
|             | مؤسسة التمويل الدولية                     | 1973                    | 20 مارس 1958         |
|             | المركز الدولي لتسوية المنازعات الاستشارية | 1995                    | 14 أكتوبر 1966       |
|             | منظمة التجارة العالمية                    | 2000                    | ?                    |
|             | منظمة الشرطة الجنائية الدولية             | ?                       | ?                    |

## وصلات خارجية
- موقع وزارة الخارجية العمانية
- موقع وزارة الخارجية الماليزية